# Portoryko na Zimowych Igrzyskach Olimpijskich 1984
Portoryko na Zimowych Igrzyskach Olimpijskich 1984 reprezentował jeden zawodnik - George Tucker, który wystartował w saneczkarstwie.
Był to pierwszy w historii start Portoryko na zimowych igrzyskach olimpijskich.

## Saneczkarstwo

### Mężczyźni
| Zawodnik      | Konkurencja | Ślizg 1 | Ślizg 2 | Ślizg 3 | Ślizg 4 | Łącznie  | Pozycja |
| ------------- | ----------- | ------- | ------- | ------- | ------- | -------- | ------- |
| George Tucker | Jedynki     | 53,962  | 52,907  | 53,271  | 52,873  | 3:33,013 | 30.     |